# Athletic Genova
L'Athletic Genova è una società di pallacanestro di Genova.

## Storia

La Emerson Genova neopromossa in Serie A1 nella stagione 1977-78

Nacque nel 1968 nei locali della parrocchia di via San Pio X, luogo in cui si trovava anche la sede sociale, per mano di Gino Negro, Elio Fertonani e don Gianni Tacchino. Nel 1970 avvenne il passaggio all'agonismo, acquisendo i diritti dell'allora Basket D. Genova che all'epoca partecipava al campionato di Serie C.
La stagione 1974-75 fu la prima disputata a livello professionistico, in seguito a una riforma dei campionati che permetteva, alle società in possesso di un impianto di gioco adeguato, di chiedere l'ammissione d'ufficio in Serie A2. L'Athletic Genova, targata Ausonia, era guidata in panchina da Luciano Bertolassi mentre lo straniero era lo statunitense Wilbur Kirkland. Arrivò la salvezza così come al termine del secondo anno, ma solo al termine del match di ritorno nello spareggio contro la Juvecaserta.
Dal 1976 la squadra genovese entrò nell'orbita della Pallacanestro Varese di Giovanni Borghi: tramite la Ignis arrivò la sponsorizzazione Emerson mentre, sul versante sportivo, giunsero dalla Lombardia il veterano Edoardo Rusconi e i giovani Maurizio Gualco, Enzo Carraria e Mauro Salvaneschi; lo straniero era invece rappresentato dal brasiliano Marcos Leite "Marquinho". I risultati ottenuti garantirono al club la sua prima, storica promozione nella massima serie. L'impatto con la A1, nella stagione 1977-78, non fu però quello sperato e la Emerson retrocedette con all'attivo 6 vittorie e 16 sconfitte.
Quella stagione, che aveva visto anche il debutto in Coppa Korać, fu l'ultima dell'Athletic Genova poiché al termine del campionato la squadra si spostò a Novara, venendo targata Manner, anche per la mancanza di un impianto adeguato, non avendo ricevuto dal Comune genovese le garanzie di utilizzo dell'impianto della Fiera usato in precedenza. Fresco di spostamento in Piemonte, il club uscì dal basket professionistico già al primo anno, dopo aver subito un'ulteriore retrocessione.
Dopo quell'esperienza la società proseguì la sua attività a livello regionale, raggiungendo come migliore risultato il quarto posto nel campionato di Serie C regionale nella seconda metà degli anni 90. Il suo settore giovanile, sempre florido, produsse una gran quantità di giocatori che militarono nelle migliori squadre liguri o in categorie nazionali, quali Fabrizio Greco, Stefano Arrighi, Andrea Fertonani, Nicolò Cerboncini, Francesco Rovati, Marcello Mangione, Filippo Cainero e Daniele Manuelli. Il club entrò quindi nell'orbita del Riviera Vado Basket, collaborando con il Basket Pool 2000 Loano. La sede rimase quella storica di via San Pio X con annessa piccola palestra sotto l'omonima chiesa, mentre il campo di gioco divenne il PalaCus di viale Gambaro.
Nel 2015 l'Athletic Genova partecipò nuovamente a un campionato federale, la Promozione Ligure, col Crocera Stadium come impianto.

## Palmarès

### Competizioni nazionali
- Serie C: 1

1972-1973 (girone A)

### Altre competizioni
- Campione d'Italia CSI Under-16: 1

2010